# León de Greiff
Francisco de Asís León Bogislao de Greiff Häusler (Medellín, Colombia; 22 de julio de 1895 - Bogotá, Colombia, 11 de julio de 1976),  conocido como León de Greiff, fue uno de los más destacados poetas del siglo XX en Colombia. Utilizó diferentes seudónimos para firmar sus obras, entre los cuales Leo Le Gris, Matías Aldecoa, Sergio Stepanski y Gaspar von der Nacht son los más conocidos. De Greiff fue de los primeros impulsores del movimiento literario los Panidas de Medellín en 1915, grupo de trece intelectuales de ideas renovadoras en literatura y arte que iniciarían las nuevas tendencias en dichas disciplinas en Colombia. En ese movimiento participaron, además, el filósofo Fernando González y el caricaturista Ricardo Rendón. La poesía de León de Greiff busca la sonoridad y es rica en propuestas lingüísticas asimiladas por algunos críticos al culteranismo o neobarroco poético. De una amplia cultura, de Greiff utilizó un vocabulario y giros del castellano antiguo, no siempre fáciles de comprender, así como profundos conceptos filosóficos varios, tanto de Occidente como de Oriente, a los que acudió desde su juventud.

## Biografía

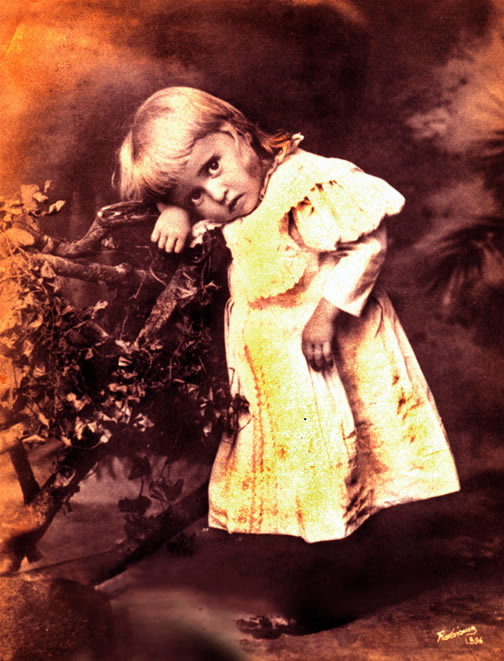
León de Greiff al año de edad en 1896.

León de Greiff nació el 22 de julio de 1895 en la ciudad de Medellín de ascendencia sueca y alemana. Hijo de Luis de Greiff Obregón y Amalia Häusler Rincón. Su padre era nieto del sueco Karl Sigismund Fromholt von Greiff un ingeniero y geógrafo Sueco que se trasladó a Colombia en 1825 y cuya familia tuvo un rol activo en la abdicación del rey Gustavo IV Adolfo de Suecia. La madre de De Greiff Amalia Häusler Rincón era hija de Heinrich Häusler un mecánico y ebanista alemán que emigró a Colombia en 1839.
De Greiff también era bisnieto de Francisco Antonio Obregón Muñoz, gobernador de Antioquia entre 1836 y 1841. Fue bautizado el 11 de agosto de 1895 en la iglesia parroquial de Veracruz por el padre Pedro Alejandrino Zuluaga con los nombres de Francisco León (por San Francisco de Asís y León Tolstoi) 
Sus padrinos fueron su tía paterna Rosa Emma de Greiff Obregón y su esposo Luis Vásquez Barrientos. Aunque con ancestros sueco alemanes, la familia de Greiff tenía una fuerte identidad colombiana y era parte de la elite de la sociedad colombiana. Su origen familiar influyó en muchos de sus trabajos posteriores. Tenía cuatro hermanos, Leticia, Laura, Otto y Olaf, y un medio hermano, Luis Eduardo.

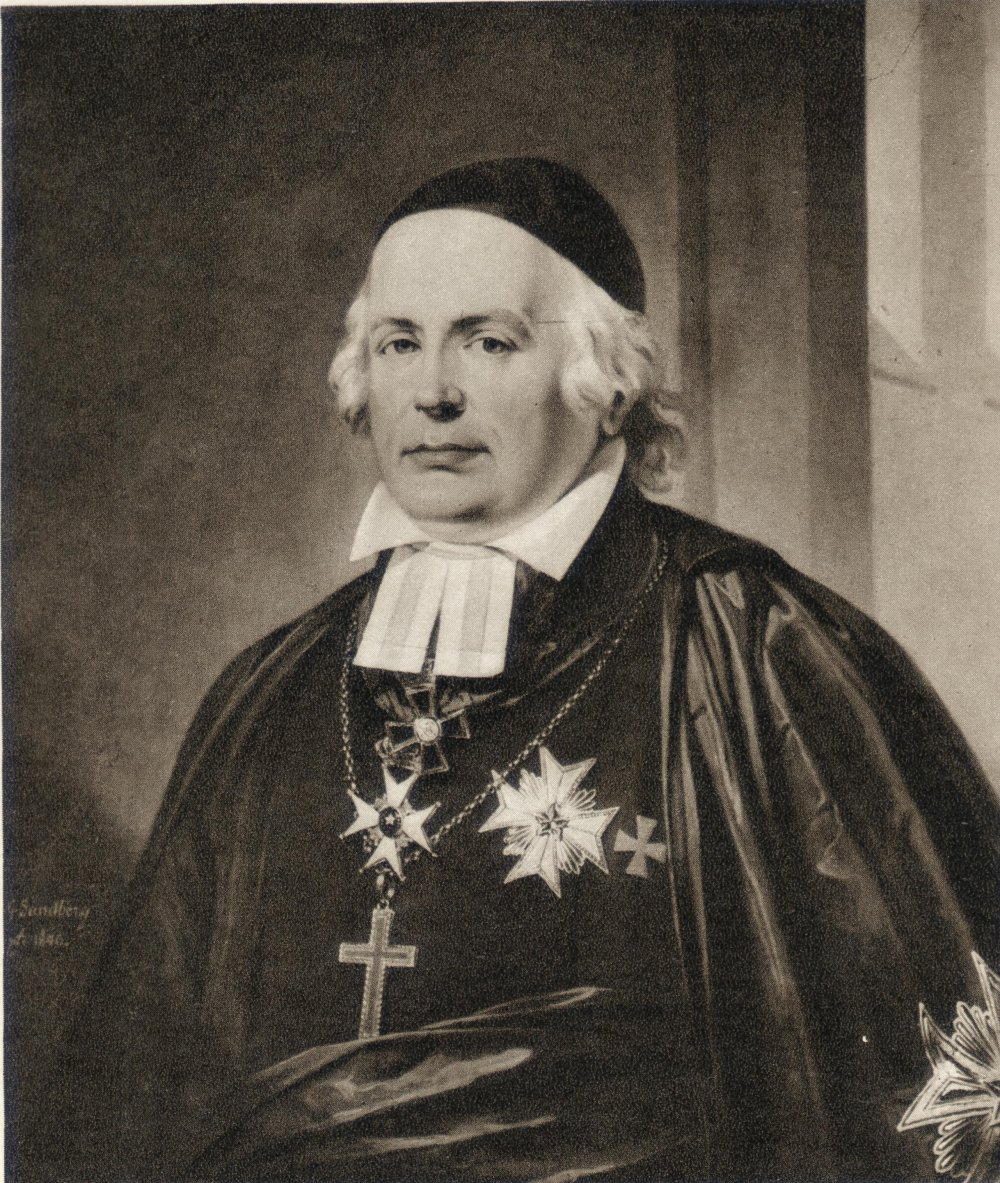
1840 Retrato de Wilhelm Faxe, Obispo de Lund, Tatarabuelo de León de Greiff.

El 23 de julio de 1927 de Greiff se casó con María Teresa Matilde Bernal Nicholls, una colombiana de ascendencia inglesa a quien conoció a través de su hermana Leticia. Se casaron por la Iglesia católica en la catedral Metropolitana de Medellín ceremonia oficiada por el fray Bernardo Jaramillo Arango, amigo mutuo de ambas familias. Juntos tuvieron cuatro hijos: Astrid, arquitecta; Boris, renombrado ajedrecista; Hjalmar, violonchelista y editora; y Axel, un arquitecto que vive en Suecia.

### Autobiografía
León de Greiff escribió en su "Registro de Personal":
"Estado Civil: Casado, bígamo y aún trigémino; Salud: Muy buena, gracias a Dios; Estudios que ha hecho: Filosofía y Letras - Un año de Ingeniería - Veinte años de tanteos sin rumbos; Escuela o colegio en que los hizo: Universidad de Antioquia - Escuela Nacional de Minas - Calle, alcobas, bibliotecas y cafetines; Grado o título que posee: Opifex Verborum - Extractor de esencias - quintas - Musúrgico - Acontista, etc. -Relapso y contumaz hereje; Habilidad especial: Tergiversante, signista, navegador de nubes, tocador de fagot, contabilista y estadístico, domesticación de culebras; (para los empleados de manejo). Clase de fianza: hipoteca sobre sus minas de Condoto (platino) y Netupiromba (peridotos y crisoprasas) y sus pesquerías de perlas en Beba-Beba y sus destilerías de Ginebra en idem; Número y fecha de la escritura: (no recuerdo); Notaría en que fue otorgada: usted notaría que no recuerdo ni el número ni la fecha: tampoco la notaría. (...)
En una entrevista el novelista Jaime Ibáñez le preguntó: "Diga usted, maestro, ¿qué experimentó cuando sintió el deseo de escribir poesía?"
Respuesta:
"En realidad, joven Ibáñez, creo no recordar cuando sentí tal deseo ni menos aún qué experimenté en tal momento crucialísimo... Hace tanto de ello. Tengo mis sospechas de que no experimenté nada especial y hasta que no sentí tal deseo. Mis primeros -como mis últimos- versos los hice y los haré casi que sin el propósito de lograrlos y sin que ningún afán acúcieme. La primera vez que incurrió en delito poético tendría el chico sus diez y seis años. Ello ocurrió en la Villa de la Candelaria. ¿Motivo, tema de la primera poesía? -Si lo sé mas no lo digo".

### Comienzo de su obra
Su pasión por la estadística y la contaduría le permitió ocupar cargos medios en diversas oficinas públicas durante décadas, mientras se empezaba a consolidar como uno de los intelectuales y bohemios más conocidos del país. Asimismo, se desempeñó como profesor de literatura y redacción de la Facultad de Ingeniería de la Universidad Nacional (1940-1945), y de historia de la música en el Conservatorio de esta misma institución. Tras su fallecimiento, la universidad le rendiría perenne homenaje al darle su nombre al Auditorio Central.

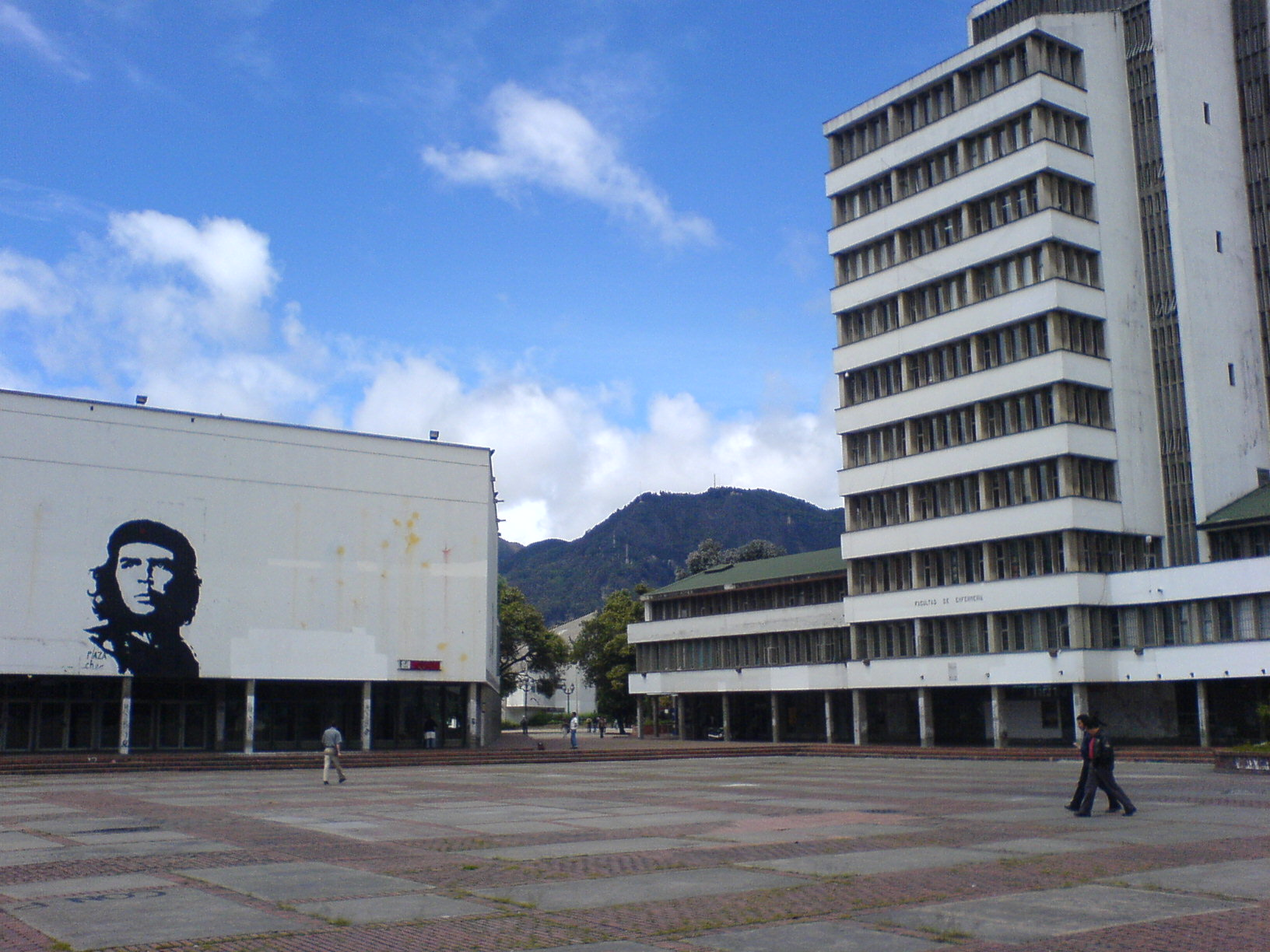
El Auditorio León de Greiff (edificio de la izquierda) es considerado Monumento Nacional y es sede de la Filarmónica de Bogotá

### Fundación de Los Panidas
De Greiff hizo sus primeros estudios en el Liceo Antioqueño adscrito a la Universidad de Antioquia y, después, comenzaría la carrera de ingeniería en la Escuela Nacional de Minas (incorporada a la Universidad Nacional de Colombia desde 1939), para aquel entonces una institución de educación superior independiente de donde sería expulsado junto a otros estudiantes en 1913 por "subversivos y disociadores". Ese mismo año fue secretario privado del general Rafael Uribe Uribe, amigo personal de su padre, hasta poco antes de su asesinato.
Su nombre también figura entre los muchachos liberales que se enfrentaron en batalla campal e incruenta contra los muchachos conservadores del sacerdote español Cayetano Sarmiento en la plazuela de San Ignacio el 11 de mayo de 1913. El jefe improvisado del bando rojo era el jovencito León de Greiff.
En febrero de 1915 Los Panidas, que eran trece muchachos, publican su revista literaria con dicho nombre, de la cual los tres primeros números tienen como director a de Greiff y los siete números restantes a Félix Mejía Arango. Es en esta revista en donde publica su primer poema "Balada de los Búhos Extáticos", en el cual ya se manifiestan el léxico poco usual, la ironía, el humor, el intenso lirismo entre arcaico y novísimo que caracteriza su poesía.
El poeta antioqueño definió así el propósito del movimiento literario:

"Nos animaba, ante todo, un propósito de renovación. Por aquellos tiempos la poesía (y el arte, añade el cronista actual) se había hecho demasiado académica. Nos parecía una cosa adocenada, contra la cual debíamos luchar. Fue esencialmente ese criterio de generación lo que nosotros tratamos de imponer", León de Greiff.

Pero la vida del primer movimiento literario y artístico modernista de Colombia duró sólo seis meses. En junio de 1915 se editó el último número de la revista y ese mismo mes León de Greiff se trasladó a la ciudad de Bogotá.

### Sus estudios

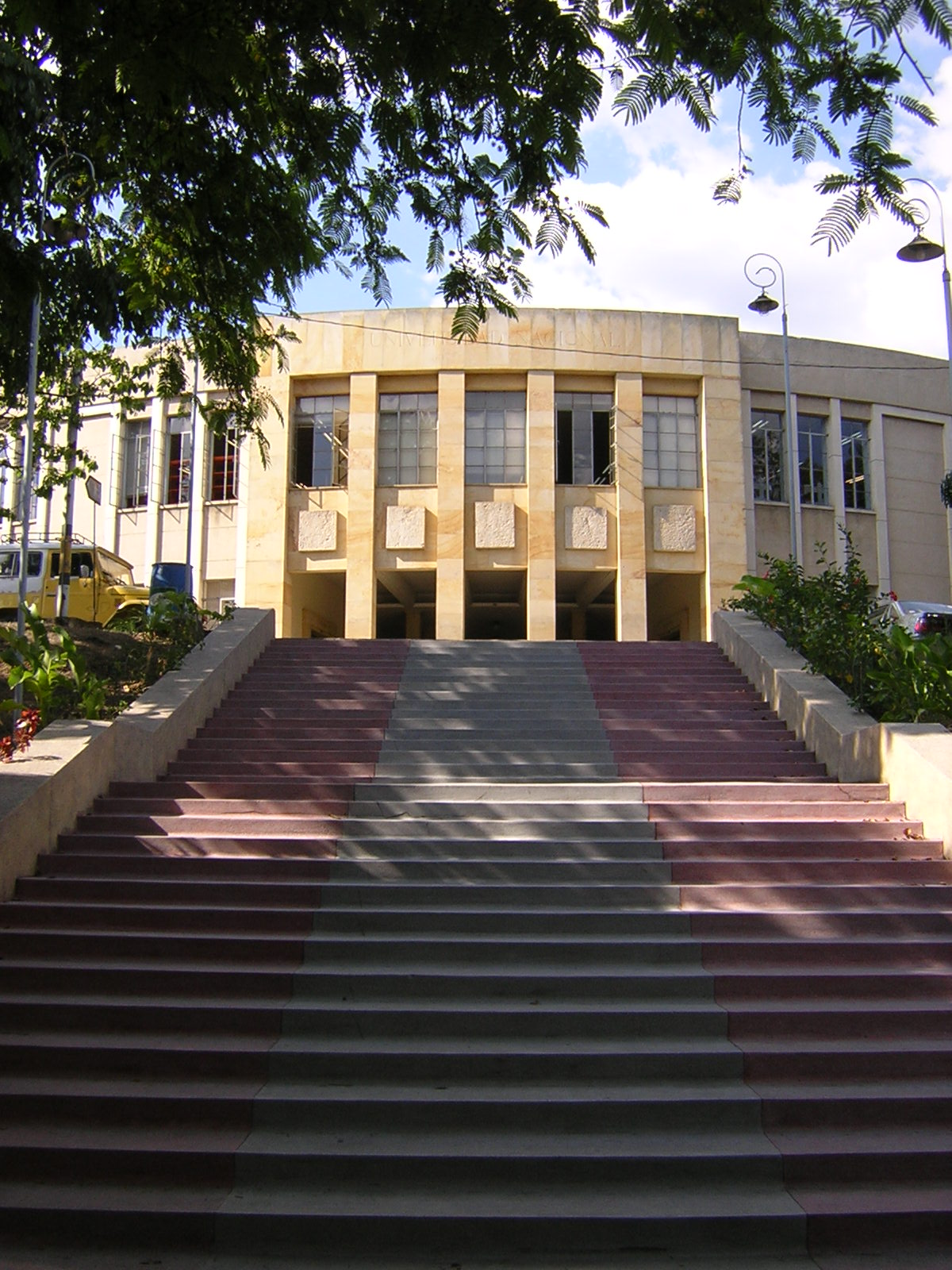
Facultad de Minas de la Universidad Nacional de Colombia sede Medellín

Después de sus estudios no concluidos de ingeniería, pues sólo cursó tres años en la Escuela Nacional de Minas de Medellín, estudió Derecho en la Universidad Republicana de Bogotá, hoy Universidad Libre (Colombia) a partir de 1913, y hasta el asesinato de Rafael Uribe Uribe.
En 1925 participa en la fundación de un nuevo grupo literario, Los Nuevos, en el que participarían entre otros: Jorge Zalamea, Luis Vidales, Alberto Lleras Camargo, Rafael Maya y Germán Arciniegas. Este grupo edita una revista homónima, siguiendo las tendencias modernistas más en boga en Europa.
En 1925 publicó también su primera obra, Tergiversaciones de Leo Legris, Matías Aldecoa y Gaspar. Primer mamotreto, que contiene poemas escritos entre 1915-1922, y fue editada por Tipografía Augusta en Bogotá. Esta obra la dedica, en su portada, "A los 13 Panidas".
Dos años después de la aparición de dicha publicación, es decir, en 1927, el joven poeta contrajo matrimonio con Matilde Bernal Nichols, a quien conociera en 1911 y de cuya unión nacieron cuatro hijos: Astrid (arquitecta), Boris (maestro internacional de ajedrez), Hjalmar (musicólogo), y Axel.
En 1930 publicó Libro de signos. Segundo Mamotreto, con composiciones del periodo 1918-1929. Recorrió varios países latinoamericanos y europeos, trabajó en los Ferrocarriles de Antioquia y se dedicó el resto de su vida a escribir.

### Problemas de salud y muerte
En 1972 sufrió un accidente, al caerse y fracturarse el cráneo. A partir de este incidente, De Greiff empezó a perder la memoria y su vida fue muy diferente a todos sus años anteriores como poeta y funcionario público. El domingo 11 de julio de 1976 su hijo Boris lo encontró muerto en su casa en Bogotá, donde llevaba enfermo más de un año por un problema estomacal.

### Relación con el M-19 y la Espada de Bolívar

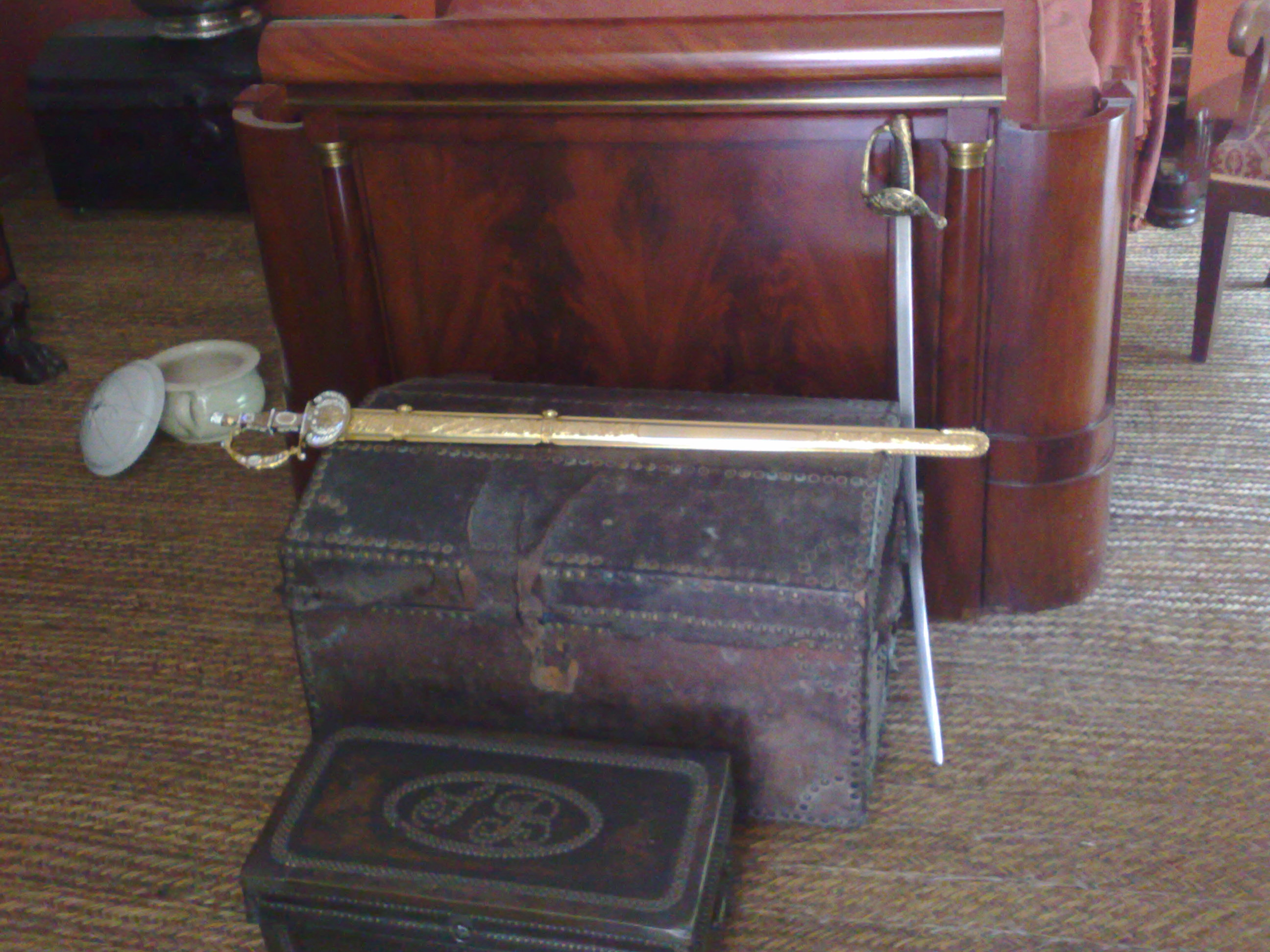
Espada de Bolívar que De Greiff guardó hasta su muerte

La casona donde transcurrieron los últimos años del poeta estaba ubicada en el barrio Santafe, barrio tradicional ubicado en el centro de la capital Colombiana venido a menos debido a que durante aquellos años se instaló allí la principal Zona Roja de Bogotá. 20 Años después de la muerte de León de Greiff, Harvery Ayala, el dueño de Atunes, un prostíbulo vecino a la casona del poeta, compró la casa de Greiff para demolerla y hacer un parqueadero para sus clientes. Al revisar el sótano de la propiedad encontró libros y discos de vinilo junto a un baúl ya oxidado por los años, en el cual el poeta guardó durante un tiempo la Espada del Libertador Simón Bolívar que había sido sustraída de la Quinta de Bolívar por el movimiento guerrillero M-19 con el cual de Greiff simpatizaba.
En el año de 1974 en una cafetería frente a la Universidad Nacional de Colombia De Greiff sintió curiosidad por tres jóvenes de apariencia bohemia que parecían ser intelectuales. De Greiff les comentó que era poeta e invitándoles a un café comenzó a hablar con ellos. Así empezó su amistad con los líderes guerrilleros Álvaro Fayad, Luis Otero Cifuentes y la mujer que ayudó a fundar el M-19 con ellos, pero que pidió nunca ser mencionada. Las ideas comunistas con las que simpatizaba De Greiff le hizo ganar gran afecto y confianza con los guerrilleros. Un día llegó a su casa Jaime Bateman con una espada envuelta en una manta para pedirle el favor que la escondiera entre su pila de libros. El escritor la guardó en un baúl hasta el día en que murió.

## Reconocimiento y polémica

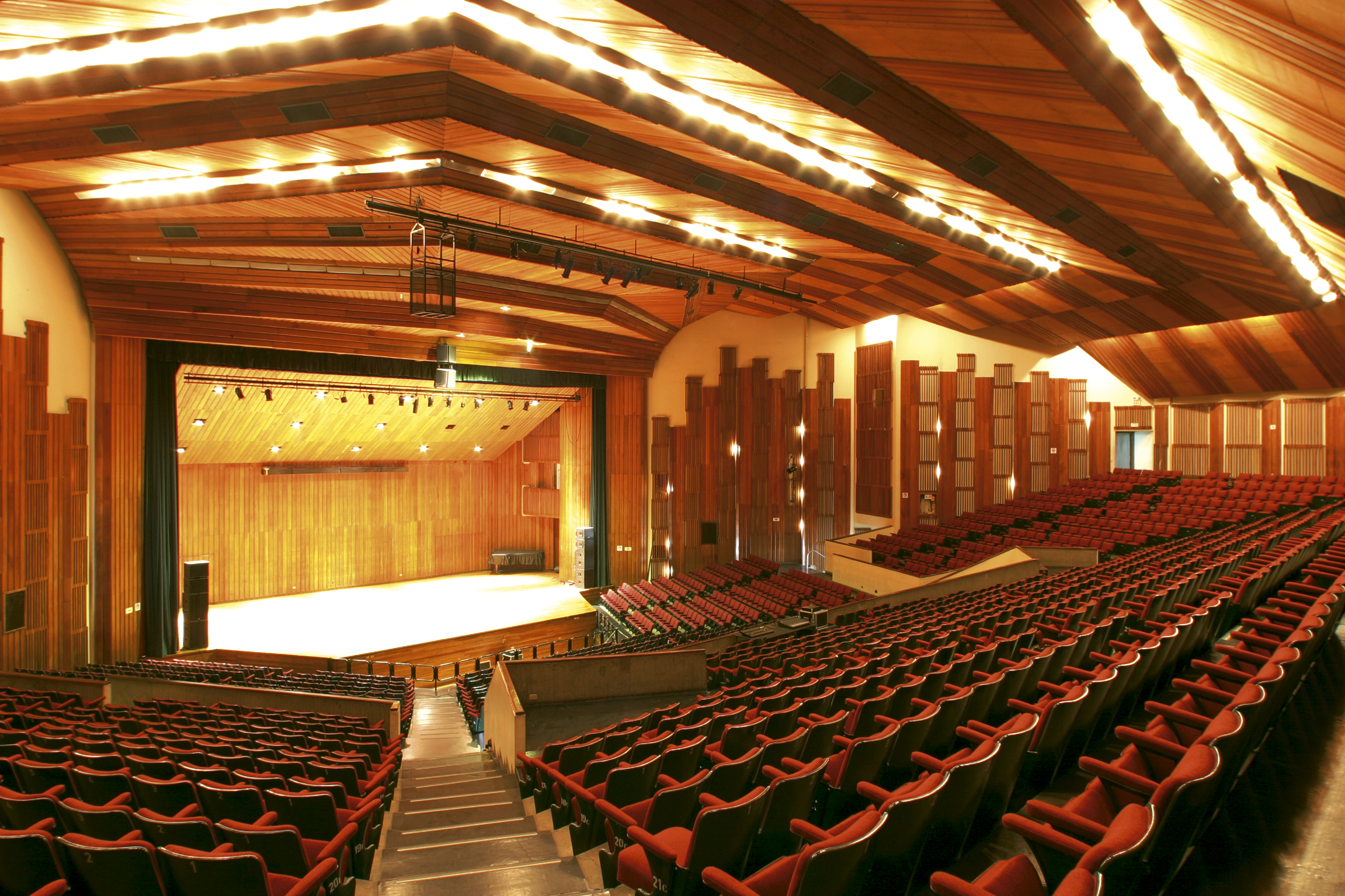
Auditorio León de Greiff de la Universidad Nacional de Colombia.

Su obra fue intensamente polémica, debido a la experimentación permanente en cuanto a la forma, el estilo y el vocabulario que solía utilizar. Aún hoy, la crítica literaria no conviene un lugar definido de su creación. La discusión oscila entre el modernismo hispanoamericano y las vanguardias, principalmente. En este último estadio, Juan Felipe Toruño adhiere el término sinfonismo como otro de los ismos a considerar en vanguardias literarias, siendo su único exponente León de Greiff.
En 1958, León de Greiff ejerció el cargo de secretario de la Embajada de Colombia en Suecia. Su fama fue tal que fue invitado a la Unión Soviética y a China. En el año 1966, fue jurado del concurso Casa de las Américas en Cuba. Ese mismo año su esposa murió.
En 1970, fue reconocido su admirable trabajo literario con el Premio Nacional de Poesía. Después de ahí, recibió otras distinciones oficiales, como la Cruz de Boyacá y la Orden de San Carlos. En Caracas se creó un premio de poesía que lleva su nombre. Ese mismo año se dice que fue postulado al Premio Nobel de Literatura, pero no aparece en la lista oficial de nominados según la base de datos de la Fundación Nobel.

## Obras destacadas
- Tergiversaciones (1925).
- Cuadernillo poético (1929).
- Libro de Signos (1930).
- Variaciones alredor de nada (1936).
- Prosas de Gaspar (1937).
- Semblanzas y comentarios (1942).
- Fárrago (1954)
- Bárbara Charanga (1957).
- Bajo el signo de Leo (1957).
- Nova et vetera (1973).
- Libro de relatos (1975).

### Mamotretos
- Primer Mamotreto Tergiversaciones (1925).
- Segundo Mamotreto Libro de Signos (1930).
- Tercer Mamotreto Variaciones alredor de nada (1936).
- Cuarto Mamotreto Prosas de Gaspar (1937).
- Quinto Mamotreto Fárrago (1954).
- Sexto Mamotreto Bárbara Charanga (1957).
- Séptimo Mamotreto Bajo el signo de Leo (1957).
- Octavo Mamotreto Nova et vetera (1973).
- Noveno Mamotreto Pantaleon Decimo y once (2016).
- el matrimonio de luz y yoseth (2016).

## Reconocimientos
- Suecia Estrella del Norte 1964.
- Colombia Orden de Boyacá 1965.
- Colombia Premio Nacional de Literatura 1970.
- Colombia Homenaje del Colegio Nacional de Periodistas (ofrecido por Gabriel García Márquez)
- Colombia Medalla Jorge Zalamea.
- Hacha Simbólica de Antioquia.
- Estrella de Antioquia.
- Colombia Medalla Cívica General Santander, 1971
- Premio Antioquia, 1973.
- Colombia Miembro Honorario del Instituto Caro y Cuervo, 1974.
- Doctor honoris causa en Letras de la Universidad del Valle.
- Colombia Orden de San Carlos.
- Colombia Homenaje de la Asociación Nacional de Instituciones Financieras, 1975.
- Venezuela Institución del Premio Nacional de Poesía.